# Dục Giang
Dục Giang (tiếng Trung: 毓嶦, 28 tháng 11 năm 1923 – 8 tháng 7 năm 2016), tự Quân Cố (君固), là một nhà thư pháp Trung Quốc gốc Mãn Châu. Ông là thành viên của Hoàng tộc Ái Tân Giác La của nhà Thanh,, là con trai thứ bảy của Phổ Vĩ (溥伟) và là cháu chắt của Dịch Hân (奕訢). Ông cũng là vị Cung Thân vương cuối cùng trong lịch sử Trung Quốc.

## Cuộc đời
Dục Giang sinh ngày 28 tháng 11 năm 1923 ở Đại Liên, Liêu Ninh. Trước đó, nhà Thanh đã bị Cách mạng Tân Hợi lật đổ, cha ông vì thế trốn khỏi Bắc Kinh đến Đại Liên và sinh ra ông ở đây. Từ nhỏ, ông đã sớm có hứng thú với thư pháp và học hỏi phong cách thư pháp của Hoàng tộc nhà Thanh.
Năm 1936, thân phụ ông là Cung Hiền Thân vương Phổ Vĩ (溥伟) qua đời. Khi đó, hoàn cảnh sinh hoạt trở nên khó khăn, gia đình ông mới dời đến Mãn Châu quốc, nơi Phổ Nghi, Hoàng đế cuối cùng của nhà Thanh, được người Nhật đặt làm Hoàng đế. Tại Mãn Châu quốc, nhờ thân phận Tông thất, ông được cho đi học trường tư thục. Năm 1936, ông được Hoàng đế Phổ Nghi cho kế thừa tước vị Cung Thân vương (恭親王). Trong cuốn tự truyện của mình sau này, Phổ Nghi thường gọi Dục Giang là "Tiểu Cố".
Năm 1945, Hồng quân Liên Xô tiến vào Mãn Châu quốc, bắt giữ Dục Giang cùng với Phổ Nghi và đưa cả hai người sang Liên Xô giam giữ 5 năm ròng. Năm 1950, ông và Phổ Nghi bị đưa về Trung Quốc và tiếp tục bị giam giữ tại Trại quản lý tội phạm chiến tranh ở Phủ Thuận, Liêu Ninh để cải tạo tư tưởng. Mãi đến năm 1957, ông mới được trả tự do, được phép về sống ở Bắc Kinh. Cựu hoàng Phổ Nghi phải mất thêm 3 năm nữa mới được trở về.
Trong Cách mạng Văn hóa, do nguồn gốc Cựu Hoàng gia, là một đối tượng đả kích dưới chế độ Cộng sản, Dục Giang bị đày đi cưỡng bức lao động tại các trại lao cải. Mãi đến năm 1980, ông mới được phục hồi tư cách công dân, được phép trở về sống tại Bắc Kinh.
Ông là trở thành viên của nhiều hội thư pháp ở Trung Quốc và đã xuất bản nhiều tác phẩm. Ông chuyên về các thể loại hành thư và thảo thư.
Ông qua đời vào ngày 8 tháng 7 năm 2016 tại Bắc Kinh. Mộ phần của ông được đặt tại Nghĩa trang Bát Bảo Sơn (Bắc Kinh).